# Rhaponticum centauroides
Rhaponticum centauroides là một loài thực vật có hoa trong họ Cúc. Loài này được (L.) O.Bolòs miêu tả khoa học đầu tiên năm 1970.